# Prostheta
Prostheta là một chi bướm đêm thuộc họ Noctuidae.